# 高野誠鮮
高野 誠鮮（たかの じょうせん、1955年11月2日 - ）は、科学ジャーナリスト、日蓮宗僧侶、立正大学客員教授、1994年から2006年3月31日まで金沢大学理学部大学院等の講師も務めた。平成28年度から新潟経営大学特別客員教授となる。東京大学朝日講座講師、京都大学公共経営論講師など非常勤講師も務めた。人事院国家公務員研修センター、東北自治研修所等で講師も務める。
羽咋市役所勤務時代に限界集落を蘇らせ、『スーパー公務員』と言われた。元・羽咋市教育委員会文化財室（歴史民俗資料館）室長（館長）。

## 経歴
- 1955年（昭和30年）- 11月2日、石川県羽咋市大田町出身。
- 1973年（昭和48年）- 石川県立羽咋高等学校卒業。上京し、日本テレビの11PMなどの放送作家となる。その後、立正大学仏教学部を卒業。
- 1984年（昭和59年）- 羽咋市役所勤務（UFOでまちづくりを開始）
- 1996年（平成8年）- 7月1日、宇宙博物館「コスモアイル羽咋」が開館。
- 2005年（平成17年）- 1.5次産業振興室創設（農山漁村活性化計画に着手）
  - 神子原の取り組みが毎日地方自治大賞特別賞を受賞。
  - 10月21日 - ローマ法王に神子原米を献上[2]
- 2007年（平成19年）- 自立・自活する山村集落づくり「山彦計画」が「立ち上がる農山漁村（農林水産省）」に選定（官邸有識者会議に先駆的事例として出席）[3][4]
- 2008年（平成20年）- 総務省「地域力創造アドバイザー」として京丹後市での活動を開始。[5]
- 2009年（平成21年）- 「全国地産地消推進協議会長賞」特別賞受賞（神子の里）[6]
- 2011年（平成23年）- 10月2日、TBS『夢の扉+』に出演。[7]
- 2012年（平成24年）- 1月、自然栽培米『神子米』がパリの「三ツ星」店へ進出。[8]
  - 11月15日、テレビ東京『日経スペシャル カンブリア宮殿』に出演。[9]
  - 12月10日、NHK『鶴瓶の家族に乾杯』に出演。
- 2013年（平成25年）- 4月1日、人事異動で教育委員会文化財室（歴史民俗資料館）室長（館長）となる。
- 2014年（平成26年）- 4月1日、立正大学客員教授となる。
- 2015年（平成27年）- 5月25日、著作がドラマ化される（TBSテレビ日曜劇場『ナポレオンの村』7月より放映）[10][11]
- 2016年（平成28年）- 3月31日、羽咋市を定年退職[12][13]。
- 2016年 （平成28年）- 4月1日、新潟経営大学特別客員教授に就任
- 2016年 （平成28年）- 4月1日、氷見市地方創生アドバイサーに就任[14][15][16]。(平成28年度1年間出向)
- 2016年 （平成28年）- 11月18日、東京大学朝日講座講師となる。
- 2017年　(平成29年)-  12月4日、京都大学公共経営論講師となる。

## 役職
- 氷見市地方創生アドバイザー
- 総務省 地域力創造アドバイザー
- 羽咋市教育委員会文化財室（歴史民俗資料館）室長（館長）
  - 前農林水産課ふるさと振興係（役職 課長補佐）
- 立正大学客員教授
- 新潟経営大学特別客員教授　(2016年4月から)
- 日蓮宗僧侶（本證山妙法寺・第41世住職）[17]
- 元金沢大学理学部大学院・教育学部非常勤講師「先端技術情報の近未来」「近代科学史と政治」（講座）
- 同志社大学大学院総合政策科学研究科、法政大学エクステンション・カレッジ、早稲田大学政治経済学部（応用生物学）、北陸先端科学技術大学院大学（地域再生システム論）北海道大学など、非常勤で講師を務めた。[18]

## 著書

### 単著
- 『ローマ法王に米を食べさせた男 過疎の村を救ったスーパー公務員は何をしたか？』講談社 ISBN 978-4062175913 （発行日 2012/4/6）
  - 2015年のTBS系テレビドラマ『ナポレオンの村』の原案[19]
- 『頭を下げない仕事術』宝島社 ISBN 978-4-8002-3147-5 (発行日 2016/11/28)

### 共著
- 高野誠鮮・木村秋則 共著『日本農業再生論「自然栽培」革命で日本は世界一になる! 』講談社ISBN 978-4062203548（2016年12月14日）
- 飛島竜一（ペンネーム）・小川謙治共著『宇宙人解剖フィルム最終報告 - 宇宙人は本当に存在していた！？』フジテレビ出版（扶桑社）ISBN  978-4594600938（発行日 1997年1月）
- 飛島竜一（ペンネーム）・小川謙治共著『宇宙人は本当に解剖されていた！！ - UFO墜落から48年今世紀最大の衝撃映像』フジテレビ出版（扶桑社）（発行日 1996年2月）
- 木村秋則・高野誠鮮共著『日本農業再生論』講談社 ISBN 978-4-06-220354-8 (発行日 2016年12月)

### 訳書
- 翻訳『UFO軍事交戦録 元国連広報担当官が公開する爆弾文書』徳間書店 ISBN 978-4195048993（1992/6/1）